# Walter Haas
Walter Haas (Osnabrück, 9 gennaio 1920 – Osnabrück, 10 febbraio 1996) è stato un politico tedesco della SPD.

## Biografia
Figlio del segretario sindacale Gustav Haas, Walter frequentò prima la scuola elementare e poi la scuola secondaria nella sua città natale. Dovette abbandonare la scuola a causa delle persecuzioni e della morte del padre dopo la presa del potere nel 1933. Dopo un apprendistato come montatore di macchine, iniziò quindi a lavorare presso la Klöckner-Werke di Osnabrück. Nel febbraio 1942 divenne soldato fino alla fine della Seconda Guerra Mondiale. Dopo la guerra fu fatto prigioniero. Nel 1947 Haas lavorò come impiegato presso una società di assicurazione sanitaria di diritto del Reich, posizione che mantenne fino al 1954. Dal 1954 al 1963 fu il direttore generale dell'Associazione per il benessere dei lavoratori di Osnabrück.
Haas divenne membro della SPD nel 1945. Fu eletto vicepresidente distrettuale della SPD per il distretto di Weser-Ems. Nel 1958 divenne membro del consiglio del partito.
Haas fu eletto membro del Consiglio comunale di Osnabrück nell'ottobre 1946. Nel 1953 fu eletto presidente del gruppo parlamentare SPD in seno al consiglio e, due anni più tardi, fu nominato senatore. Fu inoltre eletto membro del Parlamento della Bassa Sassonia dalla quarta alla settima legislatura, vale a dire dal 4 luglio 1959 al 20 giugno 1974. Haas fu anche vicepresidente del Parlamento della Bassa Sassonia dall'8 luglio 1970 al 20 giugno 1974.

## Onorificenze
Haas fu insignito della Croce al Merito di 1ª Classe dell'Ordine al Merito della Bassa Sassonia e della Croce al Merito di 1ª Classe dell'Ordine al Merito della Repubblica Federale di Germania. Nel 1986 ricevette la Medaglia Justus Möser della città di Osnabrück.